# アルデーシュ川
アルデーシュ川（アルデーシュがわ、l'Ardèche）は、フランス南部を流れるローヌ川支流の河川である。流域であるアルデシュ県の県名の由来にもなっているが、流域はロゼール県やガール県にもおよぶ。

## 地理
アルデーシュ県ヴィヴァレ地方のアステ市（Astet）にあるマザンの森（la forêt de Mazan）に源を発する。オーブナ、リュオン市（Ruoms）を流れ、シャスザック川（Chassezac）を合わせる。ヴァロン＝ポン＝ダルク（Vallon-Pont-d'Arc）から川と同じ名を持つアルデーシュ峡谷に入り、ポン＝サン＝テスプリ近くでローヌ川に合流する。

## 流量
平均流量は毎秒65立方メートルだが、季節差が激しく、春・秋の荒々しい増水と、夏の低水位で知られている。1827年、1890年、1924年の突出した大増水の際には、毎秒7,800立方メートルにもなり、アルデーシュ峡谷を普段の水準よりも21.4メートル高い水準で流れた。

## 支流
- オゾン川（l'Auzon）
- リーニュ川（la Ligne）
- シャスザック川（le Chassezac）
- イビ川（l'Ibie）

## 流域の都市
ロゼール県
アルデーシュ県
ヴァル＝レ＝バン（Vals-les-Bains）、オーブナ、バラジュック、ヴァロン＝ポン＝ダルク
ガール県
エゲーズ、ポン＝サン＝テスプリ

## 流域の観光地
- アルデーシュ峡谷（Gorges de l'Ardèche）
- ショーヴェ＝ポン＝ダルク洞穴